# Rioz
Rioz is een gemeente in het Franse departement Haute-Saône (regio Bourgogne-Franche-Comté). De plaats maakt deel uit van het arrondissement Vesoul. Rioz telde op 1 januari 2022 2.432 inwoners.

## Geografie
De oppervlakte van Rioz bedroeg op 1 januari 2022 17,2 vierkante kilometer; de bevolkingsdichtheid was toen 141,4 inwoners per km².

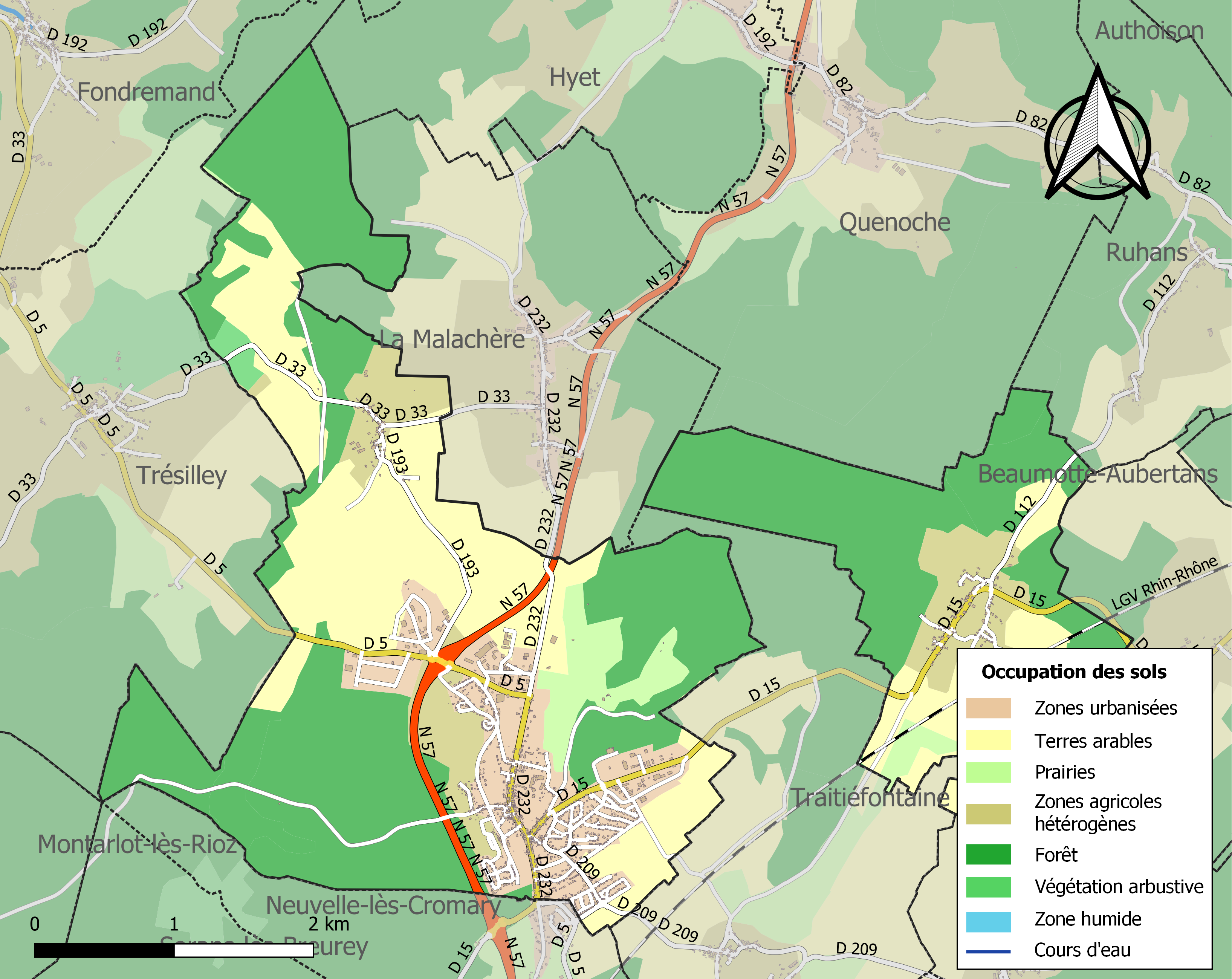
Kaart van de gemeente met de belangrijkste infrastructuur, bodemgebruik en omliggende gemeenten

## Demografie
Onderstaande figuur toont het verloop van het inwonertal (bron: INSEE-tellingen).